# Initiative Vermisste Kinder
Die Initiative Vermisste Kinder ist ein 2008 gegründeter Verein mit Sitz in Hamburg. Der Verein ging aus einer Initiative betroffener Eltern hervor, die seit 1997 unter dem Namen Elterninitiative Vermisste Kinder existierte. Initiiert wurde die erste Initiative durch die Kampagne Wir helfen suchen der Fernsehsendung Schreinemakers TV. Geleitet wird die Organisation von Lars Bruhns, dem Sohn der 2005 verstorbenen Gründerin Monika Bruhns.
Jedes Jahr werden in Deutschland etwa 50.000 Kinder als vermisst gemeldet. Nach Angaben der Initiative sind davon „etwa 98 Prozent“ Ausreißer, „die von selbst wieder auftauchen“.
Initiative Vermisste Kinder gehört zu einer europäischen Dachorganisation namens Missing Children Europe.

## Hotline für vermisste Kinder
Seit Anfang 2011 betreibt die Initiative eine Hotline (Telefonnummer 116 000). Hier werden betroffene Eltern bei der Suche nach ihren Kindern unterstützt, zudem werden Meldungen über vermisste Kinder entgegengenommen und an die Polizei weitergeleitet. Bei der Hotline handelt es sich um einen harmonisierten Dienst von sozialem Wert, welcher europaweit einheitlich und kostenfrei erreichbar ist.

## Deutschland findet Euch
Deutschland findet euch ist eine Soziale-Medien-Aktion des Vereins, die mit Hilfe von sozialen Netzwerken Unterstützung bei der Suche nach vermissten Kindern bieten will. Für die einzelnen Fälle werden eigene Facebook-Profile angelegt. Die über 100.000 Unterstützer können die Profile weiter verbreiten und Hinweise zu den Gesuchten abgeben. Die Kampagne findet Unterstützung durch Prominente wie Mark van Bommel oder Jan Sievers.